# Lijst van grootste metropolen van Oceanië
Deze lijst bevat de grootste metropolen of agglomeraties van Oceanië qua inwoneraantal. Het land, het geschat aantal inwoners per 1 januari 2015, en eventueel de naam van de agglomeratie en grote bijhorende steden staan erbij. Zie ook: Lijst van grote Australische steden.
| Rang | Metropool gebiedsnaam        | Land                | Bevolking |
| ---- | ---------------------------- | ------------------- | --------- |
| 1    | Sydney (incl. Central Coast) | Australië           | 4.825.000 |
| 2    | Melbourne                    | Australië           | 4.325.000 |
| 3    | Brisbane (incl. Gold Coast)  | Australië           | 2.825.000 |
| 4    | Perth                        | Australië           | 2.000.000 |
| 5    | Auckland                     | Nieuw-Zeeland       | 1.430.000 |
| 6    | Adelaide                     | Australië           | 1.280.000 |
| 7    | Wellington                   | Nieuw-Zeeland       | 480.000   |
| 8    | Honolulu                     | Verenigde Staten    | 390.738   |
| 9    | Christchurch                 | Nieuw-Zeeland       | 382.200   |
| 10   | Canberra                     | Australië           | 381.488   |
| 11   | Manukau                      | Nieuw-Zeeland       | 375.600   |
| 12   | Port Moresby                 | Papoea-Nieuw-Guinea | 375.600   |
| 13   | Newcastle                    | Australië           | 288.732   |
| 14   | Wollongong                   | Australië           | 234.482   |
| 15   | North Shore City             | Australië           | 225.800   |
| 16   | Jayapura                     | Indonesië           | 233.859   |
| 17   | Hobart                       | Australië           | 202.138   |
| 18   | Hamilton                     | Nieuw-Zeeland       | 187.960   |
| 19   | Waitakere                    | Nieuw-Zeeland       | 186.444   |
| 20   | Sorong                       | Indonesië           | 172.855   |
| 21   | Mackay                       | Australië           | 166.811   |
| 22   | Townsville                   | Australië           | 165.059   |
| 23   | Toowoomba                    | Australië           | 160.297   |
| 24   | Cairns                       | Australië           | 142.528   |
| 25   | Dunedin                      | Nieuw-Zeeland       | 127.900   |
| 26   | Darwin                       | Australië           | 124.800   |
| 27   | Tauranga                     | Nieuw-Zeeland       | 117.600   |
| 28   | City of Rockingham           | Australië           | 114.553   |
| 29   | Launceston (Tasmanië)        | Australië           | 114.553   |
| 30   | Lower Hutt                   | Nieuw-Zeeland       | 102.100   |
| 31   | Lae                          | Papoea-Nieuw-Guinea | 100.677   |
| 32   | Nouméa                       | Nieuw-Caledonië     | 91.386    |
| 33   | Suva                         | Fiji                | 88.271    |
| 34   | Nasinu                       | Fiji                | 87.446    |
| 35   | Ballarat                     | Australië           | 85.935    |
| 36   | Palmerston North             | Nieuw-Zeeland       | 85.900    |
| 37   | Mandurah                     | Australië           | 83.294    |
| 38   | Bendigo                      | Australië           | 82.794    |
| 39   | Hastings                     | Nieuw-Zeeland       | 75.700    |
| 40   | Bunbury                      | Australië           | 68.248    |
| 41   | Honiara                      | Salomonseilanden    | 64.609    |
| 42   | Rockhampton                  | Australië           | 61.724    |

1. ↑  Citypopulation.de: The Principal Agglomerations of the World - statistics and charts as map, diagram and table (reference date 2015-01-30)